# Pseudoanthidium bytinskii
Pseudoanthidium bytinskii là một loài Hymenoptera trong họ Megachilidae. Loài này được Mavromoustakis mô tả khoa học năm 1948.